# The Celluloid Closet
Pour plus de détails, voir Fiche technique et Distribution.
The Celluloid Closet est un film américain réalisé par Rob Epstein et Jeffrey Friedman, sorti en 1995.
Il est tiré de l'essai du même nom. En France, le film est sorti assorti d'un sous-titre : Les Homosexuels (re)vus par Hollywood.

## Synopsis
À l'instar du livre dont il est tiré, le film montre comment le cinéma hollywoodien a évoqué le thème de l’homosexualité, comment cette représentation a évolué au fil des ans et comment, en retour, elle a influencé la perception de l’homosexualité par le grand public.

## Fiche technique
- Titre : The Celluloid Closet
- Réalisation : Rob Epstein et Jeffrey Friedman
- Scénario : Rob Epstein, Jeffrey Friedman, Sharon Wood et Armistead Maupin (narration)
- Musique : Carter Burwell
- Photographie : Nancy Schreiber
- Montage : Jeffrey Friedman et Arnold Glassman
- Production : Rob Epstein et Jeffrey Friedman
- Société de production : Home Box Office, Channel 4, ZDF, Arte, Telling Pictures et Brillstein-Grey Entertainment
- Société de distribution : Avanti Films (France)
- Pays :  États-Unis  France,  Royaume-Uni, et  Allemagne
- Genre : Documentaire
- Durée : 102 minutes
- Dates de sortie : 
  -  Canada : 13 septembre 1995 (Festival international du film de Toronto)
  -  France : 28 août 1996

## Diffusion
Le film documentaire est d'abord montré au Festival de Toronto en septembre 1995, puis à Sundance en janvier 1996 et à la Berlinale en février 1996, où il remporte le Teddy Award du meilleur documentaire. Il sort ensuite en salles dans certains pays à partir de mars 1996. Sa diffusion est limitée, le Castro Theatre de San Francisco étant l'un des cinémas américains à le projeter. Puis il est diffusé sur la chaîne câblée HBO.

## Personnalités interviewés
Les personnalités suivantes sont interviewées dans le film :
- Lily Tomlin (narratrice)
- Jay Presson Allen
- Susie Bright
- Quentin Crisp
- Tony Curtis
- Richard Dyer
- Arthur Laurents
- Armistead Maupin
- Whoopi Goldberg
- Jan Oxenberg
- Harvey Fierstein
- Mrs. Gustav Ketterer
- Gore Vidal
- Farley Granger
- Paul Rudnick
- Shirley MacLaine
- Barry Sandler (en)
- Mart Crowley (en)
- Antonio Fargas
- Tom Hanks
- Ron Nyswaner
- Daniel Melnick (en)
- Harry Hamlin
- John Schlesinger
- Susan Sarandon
- Stewart Stern

## Films cités
Liste complète par année de réalisation :
- Dickson Experimental Sound Film (1895)
- Algie the Miner (en) (1912)
- A Florida Enchantment (1914)
- Charlot fait du ciné (1916)
- Le Réquisitoire (1922)
- Le Héros de l'Alaska (1923)
- Les Ailes (1927)
- Broadway Melody (1929)
- Cœurs brûlés (1930)
- Fille de feu (1932)
- Laurel et Hardy bonnes d'enfants (1932)
- Le Tourbillon de la danse (1933)
- Myrt and Marge (en) (1933)
- Ladies They Talk About (1933)
- Haute Société (1933)
- La Reine Christine (1933)
- Wonder Bar (1934)
- La Joyeuse Divorcée (1934)
- Tarzan et sa compagne (1934)
- La Fiancée de Frankenstein (1935)
- Le Danseur du dessus (1935)
- La Fille de Dracula (1936)
- Fame (en) (1936)
- L'Impossible Monsieur Bébé (1938)
- Rebecca (1940)
- Le Faucon maltais (1941)
- Le Poison (1945)
- Gilda (1946)
- Feux croisés (1947)
- La Corde (1948)
- La Rivière rouge (1948)
- Le Violent (1950)
- Femmes en cage (1950)
- La Femme aux chimères (1950)
- La Blonde du Far-West (1953)
- Les hommes préfèrent les blondes (1953)
- Johnny Guitare (1954)
- Sur les quais (1954)
- La Fureur de vivre (1955)
- Thé et Sympathie (1956)
- La Chatte sur un toit brûlant (1958)
- Ben-Hur (1959)
- Certains l’aiment chaud (1959)
- Confidences sur l’oreiller (1959)
- Soudain l’été dernier (1959)
- Spartacus (1960)
- Un pyjama pour deux (1961)
- La Rumeur (1961)
- La Victime (1961)
- Tempête à Washington (1962)
- La Rue chaude (1962)
- A View from the Bridge (1962)
- Le Renard (1967)
- Le Détective (1968)
- Faut-il tuer Sister George ? (1968)
- Le Sergent (1968)
- Butch Cassidy et le Kid (1969)
- Macadam Cowboy (1969)
- Les Garçons de la bande (The Boys In The Band) (1970)
- Point limite zéro (1971)
- Un dimanche comme les autres (1971)
- Cabaret (1972)
- Le Canardeur (1974)
- Freebie and the Bean (1974)
- Car Wash (1976)
- Next Stop, Greenwich Village (1976)
- Midnight Express (1978)
- La Cage aux folles (1978)
- North Dallas Forty (1979)
- Les Guerriers de la nuit (1979)
- La Chasse (1980)
- Pulsions (1980)
- My Bodyguard (1980)
- Fenêtres sur New York (1980)
- Fanatique (1981)
- Continental Divide (1981)
- Les Croque-morts en folie (1982)
- Making Love (1982)
- Personal Best (1982)
- 48 Heures (1982)
- Officier et Gentleman (1982)
- Partners (1982)
- Victor Victoria (1982)
- Another Country : Histoire d'une trahison (1983)
- Lianna (1983)
- Les Prédateurs (1983)
- Le Mystère Silkwood (1983)
- La Mort en prime (1984)
- La Couleur pourpre (1985)
- Desert Hearts (1985)
- My Beautiful Laundrette (1985)
- Teen Wolf (1985)
- Tutti Frutti (1985)
- Clins d’œil sur un adieu (1986)
- Torch Song Trilogy (1988)
- The Chocolate War (en) (1988)
- Hairspray (1988)
- Fatal Games (1988)
- Dream a Little Dream (1989)
- Un compagnon de longue date (1990)
- Sailor et Lula (1990)
- Beignets de tomates vertes (1991)
- My Own Private Idaho (1991)
- Poison (1991)
- Le Silence des agneaux (1991)
- Thelma et Louise (1991)
- Edward II (1991)
- The Hours and Times (en) (1991)
- Mo' Money (en) (1992)
- Basic Instinct (1992)
- The Crying Game (1992)
- The Living End (1992)
- Swoon (1992)
- Glengarry (1992)
- Garçon d’honneur (1993)
- Philadelphia  (1993)
- Madame Doubtfire (1993)
- Go Fish (1994)
- Priscilla, folle du désert (1994)
- Boys on the Side (1995)
- The Watermelon Woman (1995)